# Digitipes pruthii
Digitipes pruthii är en mångfotingart som beskrevs av Jangi och Dass 1984. Digitipes pruthii ingår i släktet Digitipes och familjen Scolopendridae. Inga underarter finns listade i Catalogue of Life.